# フェデリーコ1世・ゴンザーガ
フェデリーコ1世・ゴンザーガ（Federico I Gonzaga, 1441年6月25日 - 1484年7月14日）は、イタリアの名門ゴンザーガ家のマントヴァ侯。コンドッティエーレ。

## 生涯
マントヴァ侯ルドヴィーコ3世・ゴンザーガと妃バルバラ・フォン・ブランデンブルクの長男として生まれた。良い教育を母とヴィットーリノ・ダ・フェルトレから授けられた。彼は宮廷画家アンドレーア・マンテーニャと良い友人であった。
1470年までミラノ公国のスフォルツァ家のために戦い、侯位を継承した後は兄弟達とマントヴァ侯領の所有に腐心した。フェデリーコ1世は傭兵としての任務も怠らず、エウゼビオ・マラテスタ（義理の兄弟フランチェスコ・セッコ・ダラゴーナ配下の民兵）にマントヴァ管理を任せてしばしば不在であった。フェデリーコ1世は、特に野心的なヴェネツィア共和国との戦いにおいて、ミラノ防御の多大な働きを示した。対ヴェネツィア戦で、フランチェスコ・セッコはアーゾラを含むヴェネツィア領を占領した。しかし戦後、ルドヴィーコ・スフォルツァはアーゾラをミラノへ帰すよう依頼し、フェデリーコ1世は苦々しさを感じつつも反対することができなかった。
1484年、マントヴァで亡くなり、サンタンドレア教会に埋葬された。

## 子女
1463年、バイエルン公アルブレヒト3世の娘マルガレーテと結婚。6子をもうけた。
- キアラ（1464年 - 1503年） - 1482年、モンパンシエ伯ジルベールと結婚
- フランチェスコ2世（1466年 - 1519年） - マントヴァ侯
- シジスモンド（1469年 - 1523年） - 枢機卿
- エリザベッタ（1471年 - 1526年） - 1486年、ウルビーノ公グイドバルド・ダ・モンテフェルトロと結婚
- マッダレーナ（1472年 - 1490年） - 1489年、ペーザロ伯ジョヴァンニ・スフォルツァと結婚
- ジョヴァンニ（1474年 - 1525年） - ヴェスコヴァーロ領主